# Mackenheim
Mackenheim je občina v departmaju Bas-Rhin francoske regije Alzacija.
Leta 1990 je v občini živelo 682 oseb oz. 58 oseb/km².